# Tricoma brevirostris
Tricoma brevirostris is een rondwormensoort uit de familie van de Desmoscolecidae. De wetenschappelijke naam van de soort is voor het eerst geldig gepubliceerd in 1914 door Southern.